# Реболово
Ре́болово (фин. Repola) — деревня в Гатчинском муниципальном округе Ленинградской области.

## История
Деревня Ряболова из 5 дворов упоминается на «Топографической карте окрестностей Санкт-Петербурга» Ф. Ф. Шуберта 1831 года.

РЕПОЛЕ — деревня Войсковицкой мызы, принадлежит Кандалинцевой, надворной советнице, число жителей по ревизии: 11 м. п., 14 ж. п. (1838 год)

На картах Ф. Ф. Шуберта 1844 года и С. С. Куторги 1852 года она обозначена как деревня Ряболова.
В пояснительном тексте к этнографической карте Санкт-Петербургской губернии П. И. Кёппена 1849 года она записана как деревня Repola (Ряпола, Реполе, Репола) и указано количество её жителей на 1848 год: савакотов — 11 м. п., 18 ж. п., всего 29 человек.

РЯПОЛА — деревня действительного статского советника Кандалинцева, по почтовому тракту, число дворов — 4, число душ — 10 м. п. (1856 год)

Согласно «Топографической карте частей Санкт-Петербургской и Выборгской губерний» в 1860 году деревня Раболова состояла из 7 крестьянских дворов.

РЯБОЛА — деревня владельческая при колодце, число дворов — 7, число жителей: 12 м. п., 10 ж. п. (1862 год)

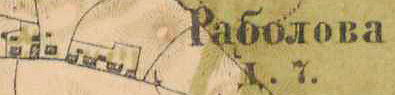
План деревни Реболово. 1885 год

Согласно топографической карте частей Санкт-Петербургской и Выборгской губерний 1885 года деревня называлась Раболова и насчитывала 7 дворов.
В конце XIX деревня административно относилась к Гатчинской волости 3-го стана Царскосельского уезда Санкт-Петербургской губернии, в начале XX века — 2-го стана. Население деревни было исключительно финским.
К 1913 году количество дворов уменьшилось до 6.
Согласно данным переписи населения СССР 1926 года в деревне Ребболово Борницкого сельсовета Венгисаровской волости Троцкого уезда проживали 84 человека, большинство финны, а также русские и эстонцы.

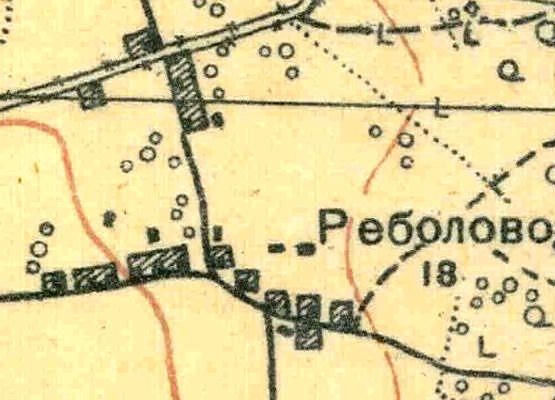
План деревни Реболово. 1931 год

Согласно топографической карте 1931 года деревня насчитывала 18 дворов.
По данным 1933 года деревня называлась Робболово и входила в состав Войсковицкого финского национального сельсовета Красногвардейского района.
Деревня была освобождена от немецко-фашистских оккупантов 25 января 1944 года.
По данным 1966 и 1973 годов деревня называлась Реболово и находилась в составе Большеондровского сельсовета.
По данным 1990 года деревня Реболово входила в состав Сяськелевского сельсовета Гатчинского района.

## География
Деревня расположена в северо-западной части района на автодороге А120 (Санкт-Петербургское южное полукольцо).
Расстояние до административного центра поселения, деревни Сяськелево — 2 км.
Расстояние до ближайшей железнодорожной станции Войсковицы — 3 км.

## Демография
| 1838 | 1848 | 1862 | 1997 | 2002 | 2006 | 2007 |
| ---- | ---- | ---- | ---- | ---- | ---- | ---- |
| 25   | ↗29  | ↘22  | ↘17  | ↗78  | ↘8   | ↘7   |
| 2010 | 2012 | 2013 | 2017 |      |      |      |
| ↗34  | ↘7   | ↗11  | ↗14  |      |      |      |

В 1997 году в деревне проживали 17 человек.
По состоянию на 1 января 2007 года в деревне находилось 6 домохозяйств, где проживали 7 человек, в 2010 году — 34 человека .

### Национальный состав
В 2002 году в деревне проживали 78 человек (русские — 73%).
Согласно данным Всероссийской переписи населения 2021 года в деревне проживали 150 человек, из них:
 русские — 143, финны — 4, другие национальности — 1 человек, остальные национальность не указали.